# Mihna

Kaart van de mihna en de gebeurtenissen die ermee gepaard gingen.

De Mihna was een periode van religieuze vervolging ingesteld door de Abbasidische kalief Al-Ma'moen in 833, waarin religieuze geleerden werden gestraft, gevangengezet of zelfs vermoord, tenzij ze zich aan de moetazilitische doctrine hielden. Het beleid duurde achttien jaar (833-851) en werd voortgezet tijdens het bewind van de directe opvolgers van Al-Ma'moen, Al-Mu'tasim en Al-Wathiq, en vier jaar van Al-Moetawakkil die het in 851 ongedaan maakte en de orthodoxe islam terug als staatsreligie in voerde in het Abbasidische Rijk.